# Banque du sperme

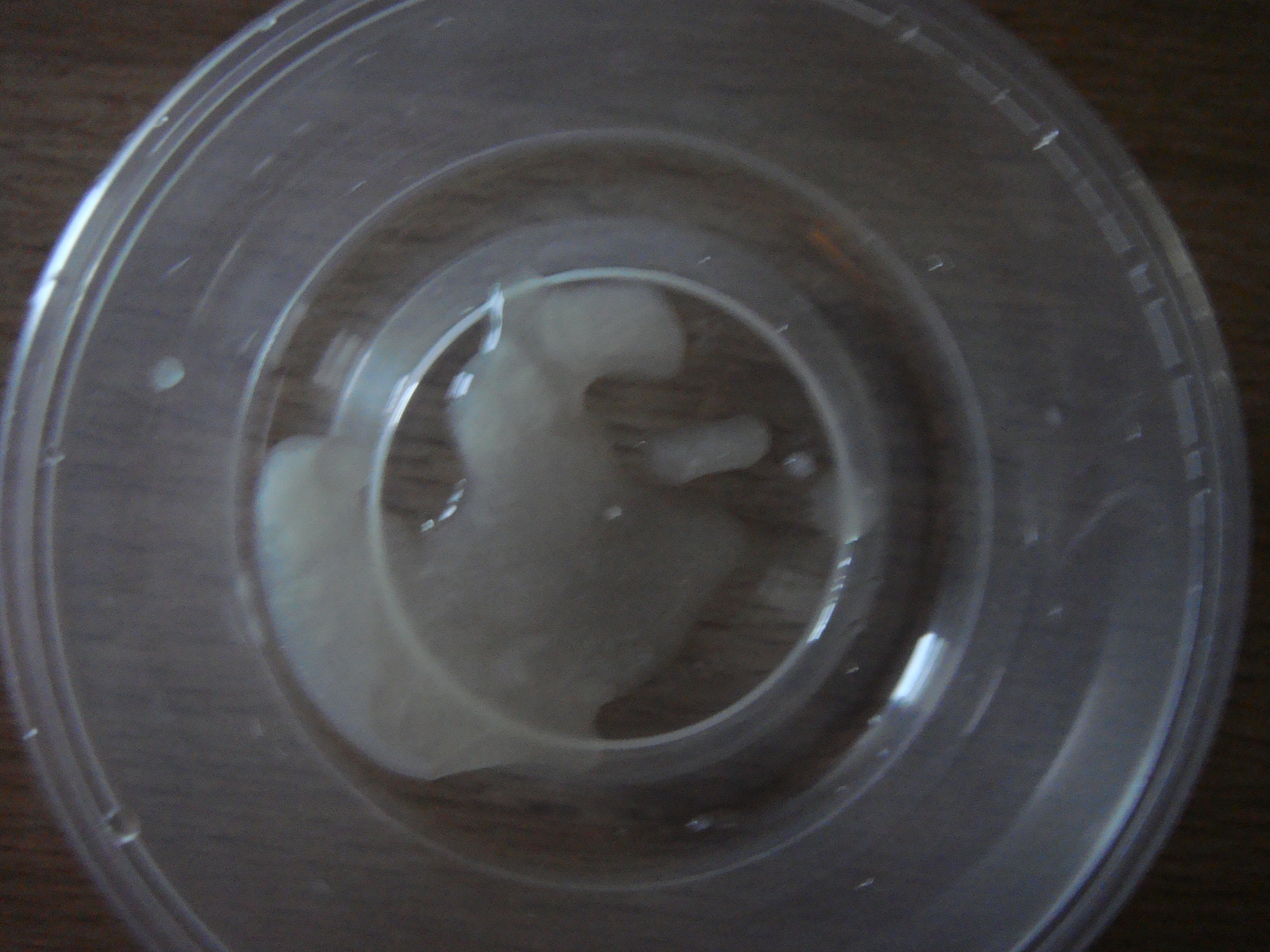
Sperme d'un homme de 21 ans qui sera stocké dans une banque de sperme.

Une banque du sperme ou banque de sperme est une institution qui collecte et stocke le sperme humain provenant de donneurs, surtout pour l'insémination artificielle. Les deux premières banques du sperme ont été ouvertes à Iowa City (États-Unis) et à Tokyo (Japon) en 1964. Le sperme est conservé dans des petits flacons ou des pailles de 0,4 à 1 ml et congelé dans des réservoirs d'azote liquide. Il n'y a pas de limite de conservation et il y a eu des cas des naissances de bébés en bonne santé avec du sperme conservé plus de 20 ans.
Aux États-Unis les banques du sperme sont réglementés par la FDA, l'Union européenne travaille sur une réglementation similaire.
L'utilisation de sperme de donneurs anonymes ou connus est une alternative sans aucun risque. Les donneurs sont continuellement testés et analysés médicalement et tout prélèvement de sperme est conservé au minimum 6 mois avant utilisation afin de s'assurer que le donneur est en bonne santé. 
Par exemple, en Espagne, les conditions requises pour être donneur de sperme sont les suivantes : être âgé de 18 à 50 ans, ne pas être atteint de maladies génétiques transmissibles à la descendance, avoir effectué un test sanguin excluant les maladies infectieuses telles que le VIH, l'hépatite ou la chlamydia, avoir une bonne qualité de sperme dans le séminogramme et un maximum de 6 naissances vivantes par donneur. Ces exigences en Espagne sont similaires à celles appliquées en France, avec quelques différences, comme l'âge du don qui doit être compris entre 18 et 44 ans et la limitation à 10 du nombre d'enfants nés avec des spermatozoïdes d'un même donneur.